# Вайт-Пайн (округ, Невада)
Шаблон:StateAbbr_ 39°26′ пн. ш. 114°54′ зх. д. / 39.44° пн. ш. 114.9° зх. д.
Округ Вайт-Пайн (англ. White Pine County) — округ (графство) у штаті Невада, США. Ідентифікатор округу 32033.

## Історія
Округ утворений 1869 року.

## Демографія
За даними перепису
2000 року
загальне населення округу становило 9181 осіб, зокрема міського населення було 4348, а сільського — 4833.
Серед мешканців округу чоловіків було 5164, а жінок — 4017. В окрузі було 3282 домогосподарства, 2161 родин, які мешкали в 4439 будинках.
Середній розмір родини становив 3,01.
Віковий розподіл населення поданий у таблиці:
| Стать    | До 15 років | 15-21 | 22-29 | 30-39 | 40-49 | 50-65 | 65-85 | Понад 85 |
| -------- | ----------- | ----- | ----- | ----- | ----- | ----- | ----- | -------- |
| Чоловіки | 904         | 438   | 634   | 928   | 843   | 850   | 532   | 35       |
| Жінки    | 912         | 315   | 318   | 512   | 611   | 677   | 586   | 86       |

## Населені пункти округу
- Бейкер
- Гамільтон
- Черрі-Крік
- Кросстімберс
- Іст-Елі
- Елі
- Ладжес-Стейшн
- Лунд
- Меджорс-Плейс
- Макґілл
- Рейптаун
- Рут
- Шеллбурн
- Строуберрі

## Суміжні округи
- Елко — північ
- Туела, Юта — північний схід
- Джуеб, Юта — схід
- Міллард, Юта — південний схід
- Лінкольн — південь
- Най — південний захід
- Еврика — захід